# Рукавиці (фільм)
«Рукавиці» — радянський короткометражний художній фільм 1942 року про дружбу людей тилу і фронту в роки Німецько-радянської війни. Фільм знятий кінематографістами Ленінграда навесні 1942 року — єдиний художній фільм, знятий під час Блокади Ленінграда. «Ленфільм» був евакуйований в Алма-Ату в 1941 році. Наступний художній фільм був знятий вже після зняття Блокади — в 1944 році: «Морський батальйон».

## Сюжет
Зима 1942 року. Ленінградський фронт. На передову доставляють посилки, надіслані з тилу. В одній з посилок, відправлених жителями Ленінграда, — теплі рукавиці і лист, в якому дівчина просить вручити її подарунок найхоробрішому солдату… У підрозділі вирішують, кому ж повинні дістатися рукавиці, і тут з розвідки в бліндаж повертається боєць Костя Грачов, з трофеями, йому і вручають рукавиці. У черговому виході в розвідку пораненого Грачова на собі виносить, хоч і теж поранений, боєць Федя Дорожкін. Грачов віддає рукавиці Дорожкіну. Прийшовши відвідати Грачова в тиловому госпіталі, Дорожкін зустрічає там медсестру Галю, яка і виявляється тією самою дівчиною — що відправила на фронт подарунок для найхоробрішого.

## У ролях
- Володимир Честноков —  Федя Дорожкін
- Матвій Павліков —  Костя Грачов
- Євгенія Каретникова —  Галя
- Борис Горін-Горяїнов —  Никифорович

## Знімальна група
- Режисери: Павло Арманд, Натан Любошиц
- Сценаристи: Семен Полоцький, Матвій Тевелєв
- Художник-постановник: Володимир Покровський
- Оператори: В'ячеслав Горданов; другий оператор Владислав Синіцин
- Гример: Антон Анджан
- Режисер монтажу: Рашель Мільман
- Бригадир освітлювачів: Георгій Шапкін
- Композитори: Віра Арманд, Павло Арманд
- Звукооператор: Кирило Позднишев